# Associação Olímpica e dos Jogos da Commonwealth de Belize
A Associação Olímpica e dos Jogos da Commonwealth de Belize (código COI: BLZ) é o Comitê Olímpico Nacional que representa o país de Belize. Também é o órgão responsável pela representação de Belize nos Jogos Olímpicos e nos Jogos da Commonwealth. Ela foi fundada em 1968 e reconhecida pelo Comitê Olímpico Internacional no mesmo ano. Localiza-se na cidade de Belize e seu atual presidente é Hilberto Martínez.